# Vladimír Hönig
Vladimír Hönig (Plzeň, 11 gennaio 1921 – 8 aprile 1999) è stato un calciatore cecoslovacco, di ruolo attaccante.

## Carriera

### Nazionale
Il 9 maggio 1946 esordisce in Nazionale contro la Jugoslavia (0-2).